# De barro y oro
De barro y oro es una película española de 1966, dirigida por Joaquín Bollo Muro, de género dramático, temática taurina y con números musicales de flamenco, con guion del propio director y del escritor Juan García Hortelano. Se trata de una obra atípica para su época y su género.

## Argumento
Un joven novillero llega a Madrid con la esperanza de convertirse en torero. En esta ciudad conoce a un cantaor -fracasado debido a su alcoholismo- y a una amiga suya, que intentarán ayudarle.

## Recepción
Probablemente por el retrato inmisericorde de España que hace, no tuvo gran éxito. La vieron en las salas de cine 178.269 espectadores. En la actualidad es una película desconocida para la gran mayoría del público español que, en opinión de algunos críticos e historiadores del cine, merece ser rescatada del olvido. 

## Localizaciones
La película se rodó principalmente en la ciudad de Madrid, con una escena final en Tembleque (Toledo).[cita requerida]